# Iglesia de Santa María de Cap d'Arán de Tredós
La iglesia de Santa María de Cap d'Arán (en occitano glèisa dera Mare de Diu de Cap d'Aran), se encuentra en la población de Tredós, en el Valle de Arán en Cataluña.
La iglesia románica de Santa María, fue antiguo convento de los templarios del siglo XIII que consiguieron el estar exentos del pago del Galin Reiau, tributo que los araneses estaban obligados a pagar.

## Edificio
El edificio es de planta basilical de tres naves con bóveda de cañón y tres ábsides. Sufrió derrumbamientos en la cubierta, lo que hizo que las naves laterales, que en principio eran de bóveda de cañón pasaran a ser de cuarto de esfera.
Su campanario estaba apartado del resto del edificio religioso; solo conserva el arranque de la época románica, el resto pertenece a tiempos posteriores.
La iglesia tiene una característica especial y es la presencia de una cripta en la parte inferior del altar, su cubierta es de bóveda de cañón en un primer espacio y de cuarto de esfera en el segundo, ambos están separados por un arco de medio punto.
En el exterior, en los ábsides se aprecia la arquitectura lombarda de la época, con arcos ciegos y lesenas.
En sus dos portadas luce un crismón labrado similar en ambas, la puerta principal está construida con tres arquivoltas que descansan sobre columnas con capiteles, uno de ellos decorado con dos pequeñas cabezas, y otro igual que el que se encuentra en la iglesia de Guils.
Sus pinturas murales fueron descubiertas en el año 1930, arrancadas y llevadas al museo The Cloisters de Nueva York. Están datadas entre los siglos XI y XII y atribuidas al círculo del Maestro de Pedret.